# Asia Cup 2016
Der Asia Cup 2016 war die 13. Ausgabe des Cricketwettbewerbes für asiatische Nationalmannschaften. Es war die erste Ausgabe, die im Twenty20-Format ausgetragen wurde und die erste, die eine Qualifikationsturnier beinhaltete. Im Finale konnte sich Indien gegen Bangladesch mit 8 Wickets durchsetzen.

## Teilnehmer
Die Teilnehmer waren Gastgeber Bangladesch, die restlichen drei Nationen mit Teststatus und die Vereinigten Arabischen Emirate, die sich im Asia Cup 2016 Qualifier durchgesetzt hatten.
| - Bangladesch - Indien - Pakistan - Sri Lanka - Ver. Arab. Emirate |

## Format
In einer Gruppenphase spielte jedes Team gegen jedes andere. Der Sieger eines Spiels bekam 2 Punkte, für ein Unentschieden oder No Result gibt es 1 Punkt. Die beiden Gruppenersten spielten im Anschluss im Finale den Turniersieger aus.

## Kaderlisten
Indien benannte seinen Kader am 5. Februar, Pakistan am 10. Februar, Bangladesch am 14. Februar und Sri Lanka am 18. Februar.
| Bangladesch | Indien | Pakistan | Sri Lanka | Ver. Arab. Emirate |
| --- | --- | --- | --- | --- |
| - Mashrafe Mortaza (K) - Taskin Ahmed - Nurul Hasan - Shakib Al Hasan - Abu Hider - Al-Amin Hossain - Nasir Hossain - Tamim Iqbal - Imrul Kayes - Mohammad Mithun Ali - Mahmudullah - Mustafizur Rahman - Sabbir Rahman - Mushfiqur Rahim (wk) - Soumya Sarkar - Arafat Sunny | - MS Dhoni (K, wk) - Ravichandran Ashwin - Jasprit Bumrah - Shikhar Dhawan - Ravindra Jadeja - Virat Kohli - Bhuvneshwar Kumar - Pawan Negi - Ashish Nehra - Hardik Pandya - Parthiv Patel - Ajinkya Rahane - Suresh Raina - Mohammed Shami - Rohit Sharma - Harbhajan Singh - Yuvraj Singh | - Shahid Afridi (K) - Iftikhar Ahmed - Sarfraz Ahmed (wk) - Umar Akmal - Anwar Ali - Mohammad Amir - Babar Azam - Mohammad Hafeez - Mohammad Irfan - Shoaib Malik - Khurram Manzoor - Mohammad Nawaz - Rumman Raees - Wahab Riaz - Imad Wasim - Sharjeel Khan - Mohammad Sami | - Lasith Malinga (K) - Dushmantha Chameera - Dinesh Chandimal (wk) - Tillakaratne Dilshan - Niroshan Dickwella - Rangana Herath - Shehan Jayasuriya - Chamara Kapugedera - Nuwan Kulasekara - Angelo Mathews - Thisara Perera - Sachithra Senanayake - Dasun Shanaka - Milinda Siriwardana - Jeffrey Vandersay | - Amjad Javed (K) - Farhan Ahmed - Qadeer Ahmed - Shaiman Anwar - Saqlain Haider - Muhammad Kaleem - Zaheer Maqsood - Usman Mushtaq - Rohan Mustafa - Mohammad Naveed - Swapnil Patil (wk) - Ahmed Raza - Fahad Tariq - Mohammad Shahzad - Mohammad Usman |

## Stadien
Das folgende Stadion wurde für das Turnier vorgesehen.
| Stadt | Stadion                                | Kapazität |
| ----- | -------------------------------------- | --------- |
| Dhaka | Sher-e-Bangla National Cricket Stadium | 26.000    |

## Vorrunde
Tabelle
| Gruppe             | Sp. | S | N | NR | P | NRR    |
| ------------------ | --- | - | - | -- | - | ------ |
| Indien             | 4   | 4 | 0 | 0  | 8 | +2.020 |
| Bangladesch        | 4   | 3 | 1 | 0  | 6 | +0.458 |
| Pakistan           | 4   | 2 | 2 | 0  | 4 | −0.296 |
| Sri Lanka          | 4   | 1 | 3 | 0  | 2 | −0.293 |
| Ver. Arab. Emirate | 4   | 0 | 4 | 0  | 0 | −1.813 |

Spiele
| 24. Februar Scorecard | Dhaka | Indien 166-6 (20)          | – | Bangladesch 121-7 (20) |
|                       |       | Indien gewinnt mit 45 Runs |   |                        |

| 25. Februar Scorecard | Dhaka | Sri Lanka 129-8 (20)          | – | Ver. Arab. Emirate 115-9 (20) |
|                       |       | Sri Lanka gewinnt mit 14 Runs |   |                               |

| 26. Februar Scorecard | Dhaka | Bangladesch 133-8 (20)          | – | Ver. Arab. Emirate 82 (17.4) |
|                       |       | Bangladesch gewinnt mit 51 Runs |   |                              |

| 27. Februar Scorecard | Dhaka | Pakistan 83 (17.3)           | – | Indien 85-5 (15.3) |
|                       |       | Indien gewinnt mit 5 Wickets |   |                    |

| 28. Februar Scorecard | Dhaka | Bangladesch 147-7 (20)          | – | Sri Lanka 124-8 (20) |
|                       |       | Bangladesch gewinnt mit 23 Runs |   |                      |

| 29. Februar Scorecard | Dhaka | Ver. Arab. Emirate 129-6 (20)  | – | Pakistan 131-3 (18.4) |
|                       |       | Pakistan gewinnt mit 7 Wickets |   |                       |

| 1. März Scorecard | Dhaka | Sri Lanka 138-9 (20)         | – | Indien 142-5 (19.2) |
|                   |       | Indien gewinnt mit 5 Wickets |   |                     |

| 2. März Scorecard | Dhaka | Pakistan 129-7 (20)               | – | Bangladesch 131-5 (19.1) |
|                   |       | Bangladesch gewinnt mit 5 Wickets |   |                          |

| 3. März Scorecard | Dhaka | Ver. Arab. Emirate 81-9 (20) | – | Indien 82-1 (10.1) |
|                   |       | Indien gewinnt mit 9 Wickets |   |                    |

| 4. März Scorecard | Dhaka | Sri Lanka 150-4 (20)           | – | Pakistan 151-4 (19.2) |
|                   |       | Pakistan gewinnt mit 6 Wickets |   |                       |

## Finale
| 6. März Scorecard | Dhaka | Bangladesch 120-5 (15/15)    | – | Indien 122-2 (13.5/15) |
|                   |       | Indien gewinnt mit 8 Wickets |   |                        |